# Království Čou (1354–1357)
Království Čou, plným názvem království Velké Čou (čínsky pchin-jinem Dà Zhōu, znaky 大周), bylo jedním z krátkodobě existujících povstaleckých států existujících v Číně během povstání rudých turbanů, v závěrečné fázi trvání říše Jüan. Založil jej roku 1354 v provincii Ťiang-si místní povstalecký vůdce Čang Š’-čcheng. Zprvu zahrnovalo nevelké území kolem Kao-jou ve středním Ťiang-su. V letech 1355–1356 rozšířilo svoji moc na jih od řeky Jang-c’-ťiang až na sever Če-ťiangu. Čang roku 1356 přesídlil na jih do Su-čou a následující rok se poddal jüanské vládě, přičemž se vzdal královského titulu.

## Historie
Koncem roku 1353 Čang Š’-čcheng, vůdce vzbouřených výrobců a pašeráků soli severního a středního Ťiang-su, ovládal Kao-jou, prefekturní město 40 km severně od Jang-čou a kontroloval dopravu na Velkém kanálu. Zde se prohlásil králem (诚王, čcheng wang, doslova „pravý král“) státu Velké Čou (大周, Ta Čou) a začal budovat stát – vyhlásil éru Tchien-jou (天祐, Pod ochranou nebes) a mezi své stoupence rozdělil patřičné úřady.
Jüanská posádka v Jang-čou, nejvýznamnějšího střediska oblasti, na nové království v létě 1354 zaútočila, ale neuspěla. Jüanská vláda v Pekingu reagovala nabídkou amnestie a vysokých hodností a titulů. Čang jednání po čase rázně ukončil zabitím vyslanců. Vláda odpověděla silou, ke Kao-jou přitáhla armáda v čele s velitelem jüanských vojsk Togtem a 24. listopadu 1354 zahájila obléhání. Opakovaně rozdrtila Čangovy jednotky před městem a očistila od vzbouřenců okolní kraj, ale 7. ledna 1355 Togta dostihl císařský edikt, který jej zbavil velení a všech úřadů. Armáda se po odchodu svého velitele rozpadla, část se dala k banditům. Pekingská vláda opět Čangovi nabídla amnestii a úřad, ale on odmítl a obsadil severní Ťiang-su.
Dobyté území bylo zdevastované epidemií a hladomorem. Obrátil proto svou pozornost na jih, i když s váháním, kvůli jazykové odlišnosti regionu. Koncem 1355 vyslal na jih přes Jang-c’-ťiang mladšího bratra Čang Š’-tea. Čang Š’-te v únoru 1356 dobyl první velké město – Čchang-šu, a v březnu Su-čou, centrum oblasti. V dubnu 1356 do něj Čang Š’-čcheng přesídlil. V následujících měsících armáda pod velením Čang Š’-tea postoupila na západ za Čchang-čou a na jih do severního Če-ťiangu, kde však byl útok na Chang-čou neúspěšný. Království Čou se poté stalo významnou regionální silou, na západě hraničilo s územím Ču Jüan-čanga, na jihu s jüanskou posádkou v Chang-čou, s oběma mělo nepřátelské vztahy. Na severu čouský vliv dosáhl až k Šan-tungu.
Pod tlakem Čua i zesílivších jüanských sil z Chang-čou se Čang Š’-čcheng koncem roku 1357 vzdal královského titulu a podřídil se jüanské vládě. Náhradou obdržel hodnost velkého maršála, hodnosti a tituly na provinční a místní úrovni dostali i úředníci jeho administrativy. Faktická struktura moci však zůstala nezměněna a nezávislost si zachoval.